# 母線 (配電)
母線（ぼせん）とは、変電所・受電設備において、電力を分配する主回路となる導体である。

## 構造

### 裸母線

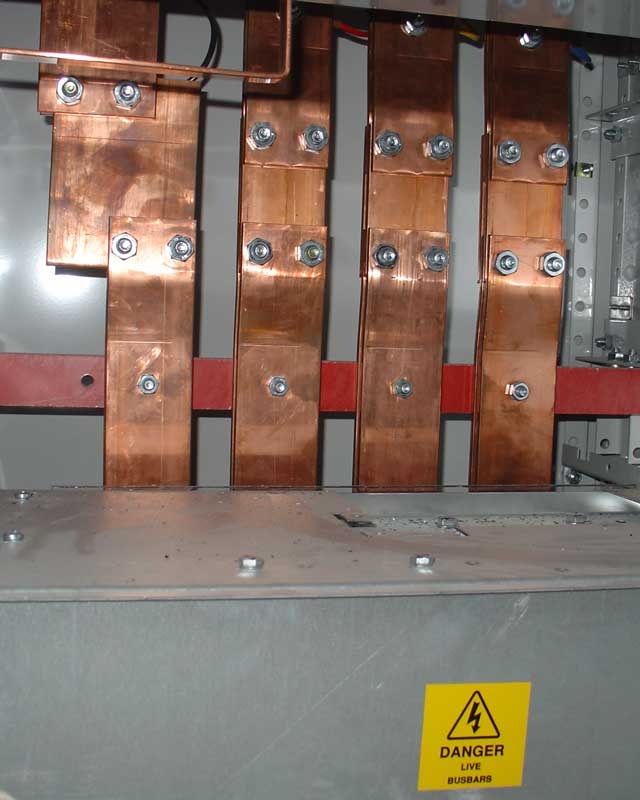
銅製の固定式母線

裸母線とは、絶縁被覆の無い導体をがいしで固定して使用するものである。
- 固定式母線 : 銅・アルミニウムなどの管・帯材であり、分電盤、キュービクル式高圧受電設備の内部などで用いられる。英語のバスバー（Busbar）でも呼ばれる。
- 引留め式母線 : 銅・ アルミニウムなどのより線であり、開放型受電設備で用いられる。

### 密閉母線
密閉母線とは、接地した金属箱内に導体を収納するものである。
- ガス絶縁母線 : 六フッ化硫黄を充填したもので、ガス遮断器と一体化したものが用いられる。
- 固体絶縁母線 : エポキシ樹脂などの固体絶縁体で導体を被覆したもので、スポットネットワーク方式などの低圧母線で用いられる。

## 構成
| 構成                  | 信頼性                                                                     | 系統運用                                    | 設備費                                                   | 用途等                             |
| --------------------- | -------------------------------------------------------------------------- | ------------------------------------------- | -------------------------------------------------------- | ---------------------------------- |
| 二重母線4ブスタイ方式 | 事故時に1/4母線のみ停止                                                    | 4変電所に分割可能                           | 高い                                                     | 重要度の高い基幹変電所             |
| 1・1/2遮断機母線方式  | 母線事故時に系統への影響がほとんどない                                     | 遮断器点検時の当該線路停止なし              | 高い 制御回路が複雑 保守費用も高い                       | 重要度の高い基幹変電所             |
| 二重母線方式          | 事故時に1/2母線のみ停止                                                    | 2変電所に分割可能                           | 普通                                                     | 1次変電所以上の重要度の高い電気所  |
| 環状母線方式          | 事故時の停止範囲の局在化が可能                                             | 自由度が低い 遮断器点検時の当該線路停止なし | 高い                                                     | 発電所の昇圧用                     |
| 単母線方式            | 母線事故時に一旦全停電する                                                 | 自由度が低い 断路器での分割運用は可能       | 安い                                                     | 配電用変電所 増設工事前の1次変電所 |
| ユニット送電方式      | 地中ケーブル・機器の信頼性向上 事故時の2次側自動切替などで信頼性確保できる | 自由度が低い 系統が単純で運用しやすい       | 安い 受電用遮断器が省略され保守費用が安い 転送遮断が必要 | 都市部の変電所 地下変電所          |